# داجمار كراوزه
داجمار كراوزه (بالألمانية: Dagmar Krause)‏ (و. 1950  م) هي مغنية ألمانية، ولدت في هامبورغ.

## وصلات خارجية
- داجمار كراوزه على موقع IMDb (الإنجليزية)
- داجمار كراوزه على موقع ميوزك برينز (الإنجليزية)
- داجمار كراوزه على موقع إن إن دي بي (الإنجليزية)
- داجمار كراوزه على موقع أول ميوزيك (الإنجليزية)
- داجمار كراوزه على موقع ديسكوغز (الإنجليزية)

- داجمار كراوزه في قاعدة بيانات الأفلام على الإنترنت